# Kotzenbüll
Kotzenbüll (frisó septentrional Kotzenbel, danès Kotzenbøl) és una població del districte de Nordfriesland, dins l'Amt Eiderstedt, a l'estat alemany de Slesvig-Holstein. És al nord-oest de Tönning sobre la carretera 202 de Kiel a Sankt Peter-Ording.
És un de mants municipis o llogarets amb el sufix -büll en el nom, que és d'origen danès -bøl i que significa ‘casa, habitatge’, la primera signififica «patriarca». Sovint són assentaments nous que al segle x és van crear a partir d'un poble veí més antic.

## Llocs d'interés
- Església de sant Nicolau del segle xvi, amb un orgue de la primeria del segle xvi, amagat darrere un bufet neogòtic.[1] Obra de l'orguener Färber, conté tubs de la baixa edat mitjana, el renaixement i els períodes barrocs: és l'única església de la regió i una de les poques del nord d'Alemanya.[4]

## Imatges

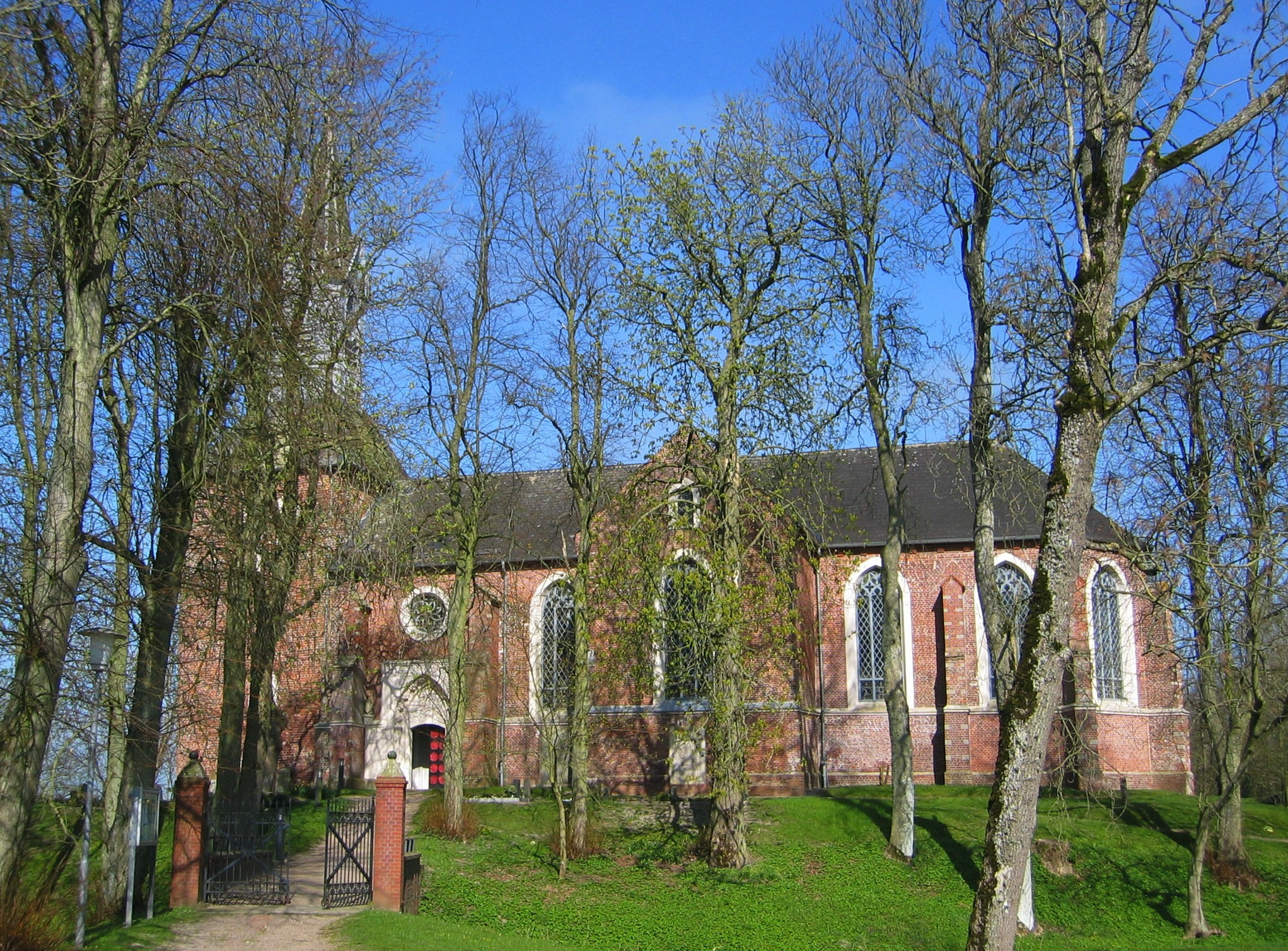
Església St.-Nikolai
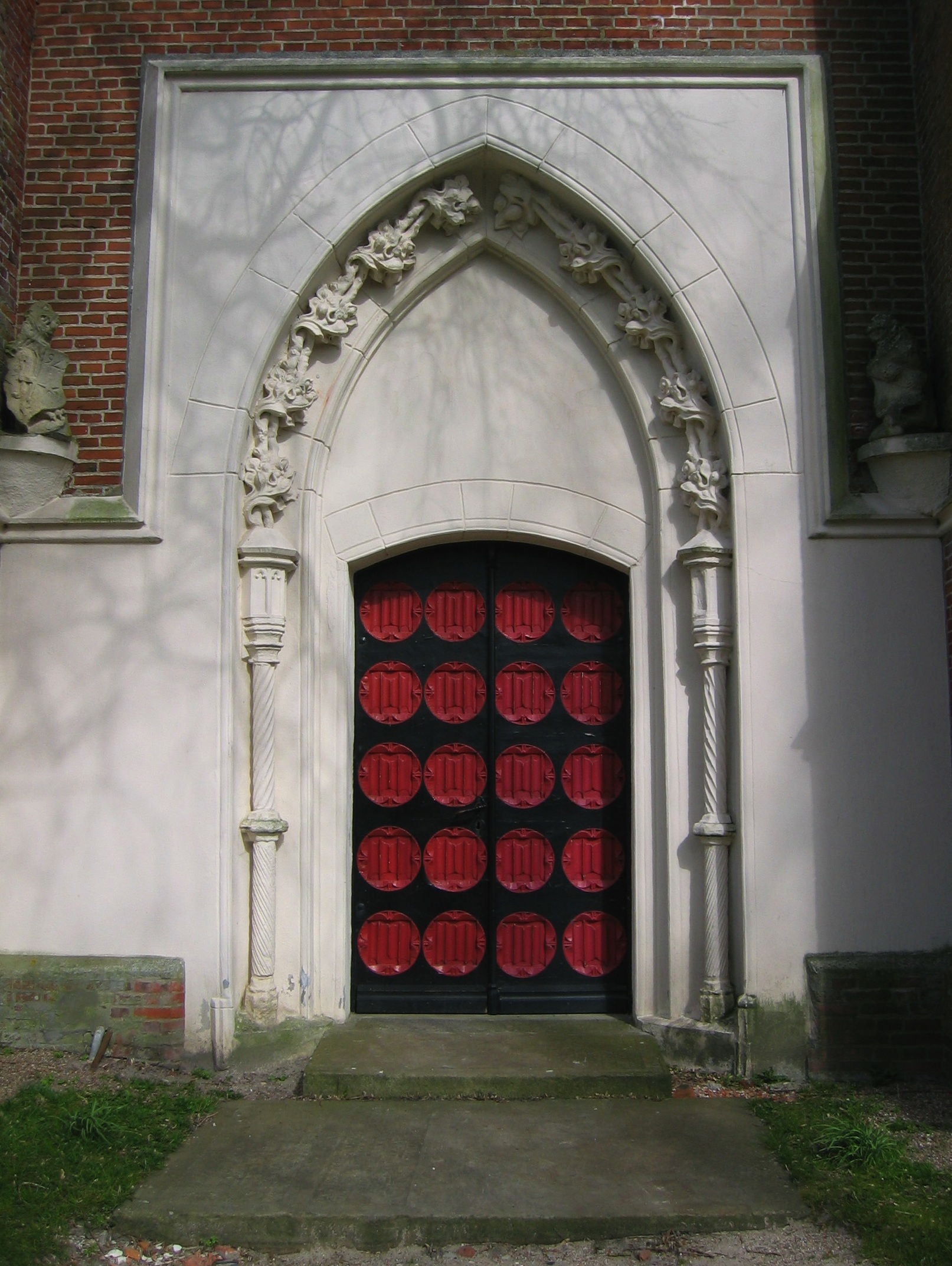
Portal de l'església de St Nikolai
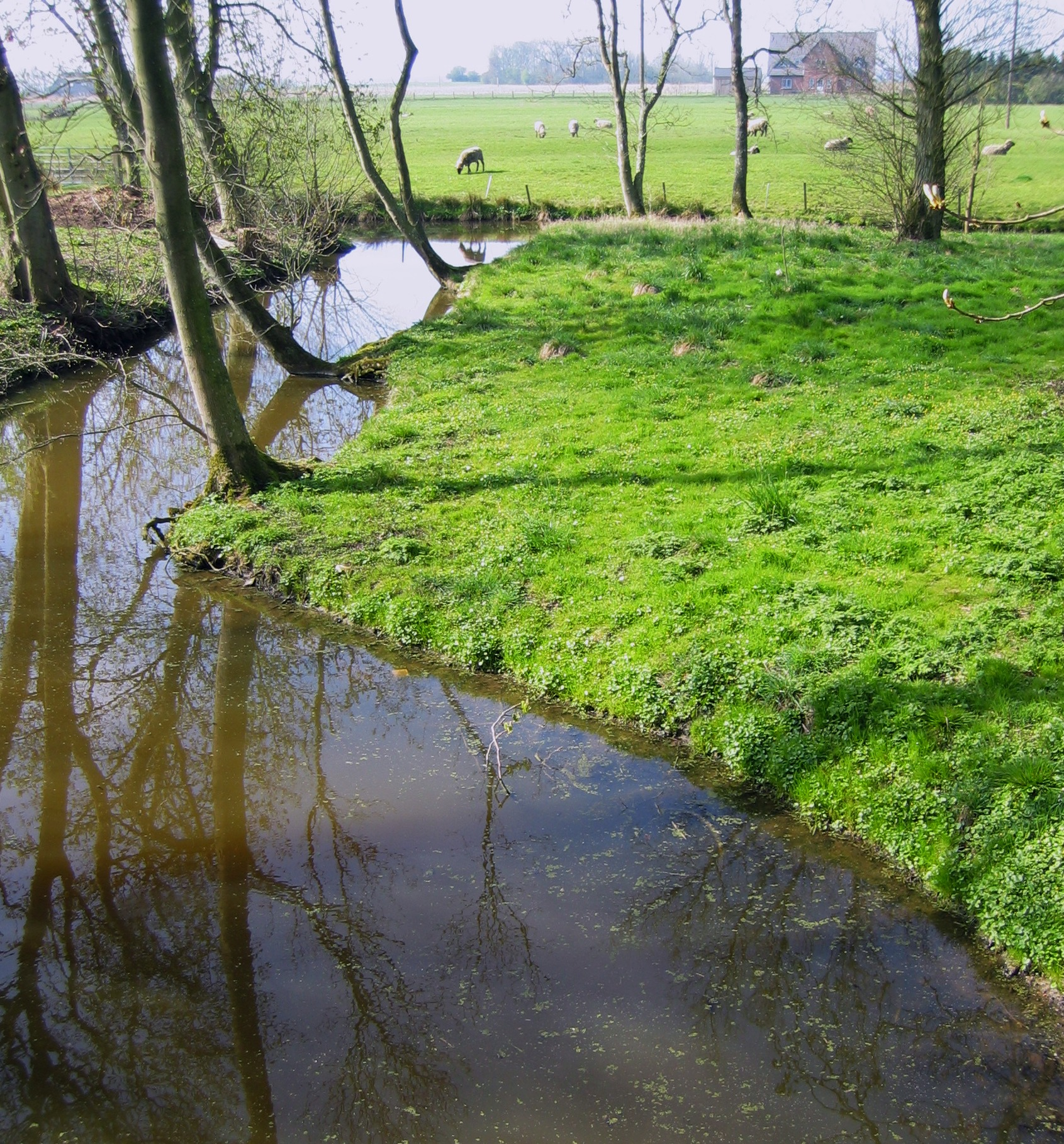
Camí cap a l'església